# Josa keyserlingi
Josa keyserlingi is een spinnensoort in de taxonomische indeling van de buisspinnen (Anyphaenidae).
Het dier behoort tot het geslacht Josa. De wetenschappelijke naam van de soort werd voor het eerst geldig gepubliceerd in 1866 door Ludwig Carl Christian Koch.